# Vézins-de-Lévézou
Vézins-de-Lévézou (okzitanisch: Vesinh) ist eine französische Gemeinde im Département Aveyron in der Region Okzitanien (vor 2016: Midi-Pyrénées) mit 650 Einwohnern (Stand: 1. Januar 2022). Sie gehört zum Kanton Raspes et Lévezou im Arrondissement Millau. Die Einwohner werden Vézinois genannt.

## Geografie
Vézins-de-Lévézou liegt etwa 22 Kilometer nordnordwestlich von Millau und etwa 31 Kilometer ostsüdöstlich von Rodez in einem der südlichen Ausläufer des Zentralmassivs in einer waldreichen Region. Durch die Gemeinde fließt der Viaur. Das Gemeindegebiet ist Teil des Regionalen Naturparks Grands Causses. Umgeben wird Vézins-de-Lévézou von den Nachbargemeinden Recoules-Prévinquières im Norden, Lavernhe im Nordosten, Sévérac-le-Château im Nordosten und Osten, Verrières im Osten und Südosten, Saint-Léons im Südosten, Saint-Laurent-de-Lévézou im Süden, Curan im Süden und Südwesten sowie Ségur im Westen.

## Bevölkerungsentwicklung
| Jahr                       | 1962 | 1968 | 1975 | 1982 | 1990 | 1999 | 2006 | 2019 |
| -------------------------- | ---- | ---- | ---- | ---- | ---- | ---- | ---- | ---- |
| Einwohner                  | 1045 | 1004 | 879  | 809  | 699  | 634  | 643  | 656  |
| Quellen: Cassini und INSEE |      |      |      |      |      |      |      |      |

## Sehenswürdigkeiten
- Kirche Saint-Amans, seit 1991 Monument historique
- Schloss Vézins-de-Lévézou aus dem 12. Jahrhundert, Umbauten aus dem 17. und 19. Jahrhundert, seit 1990 Monument historique
- Turm des Tempelritterordens in La Clau

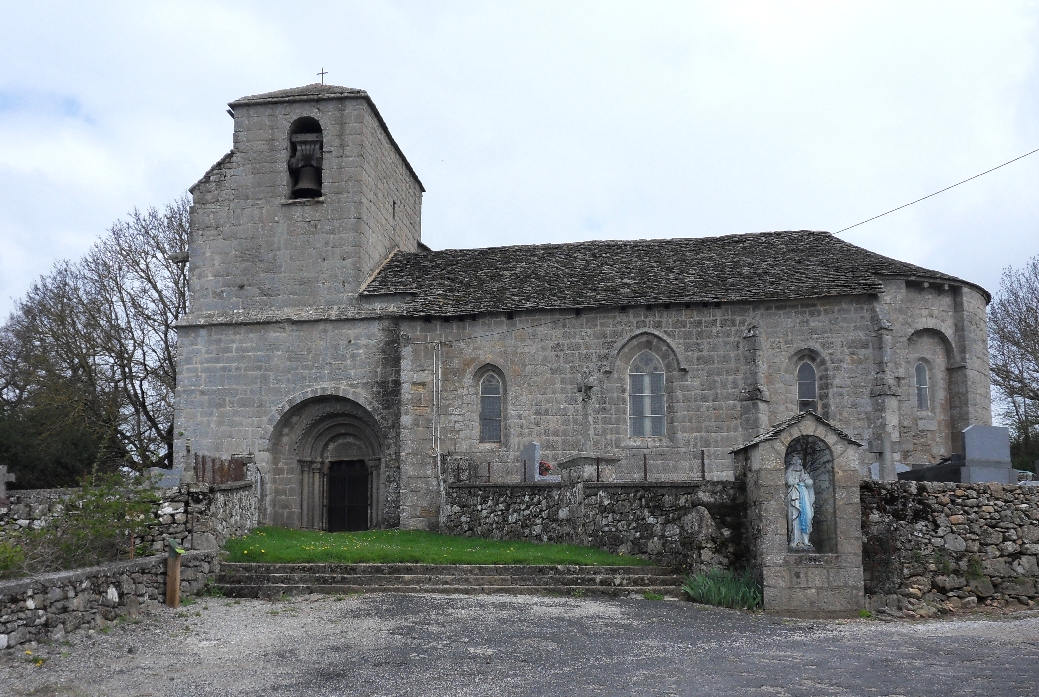
Kirche Saint-Amans
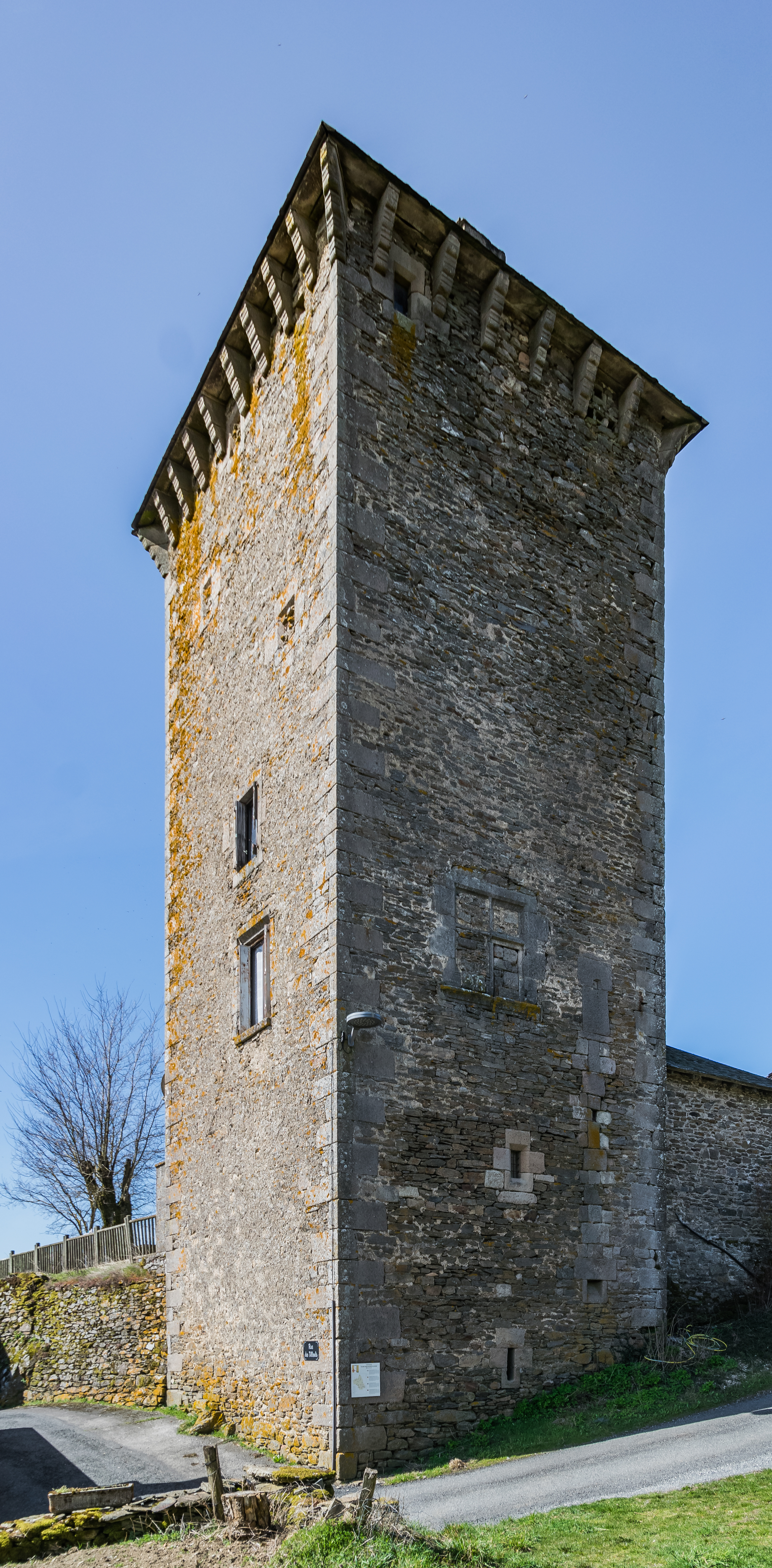
Templerturm
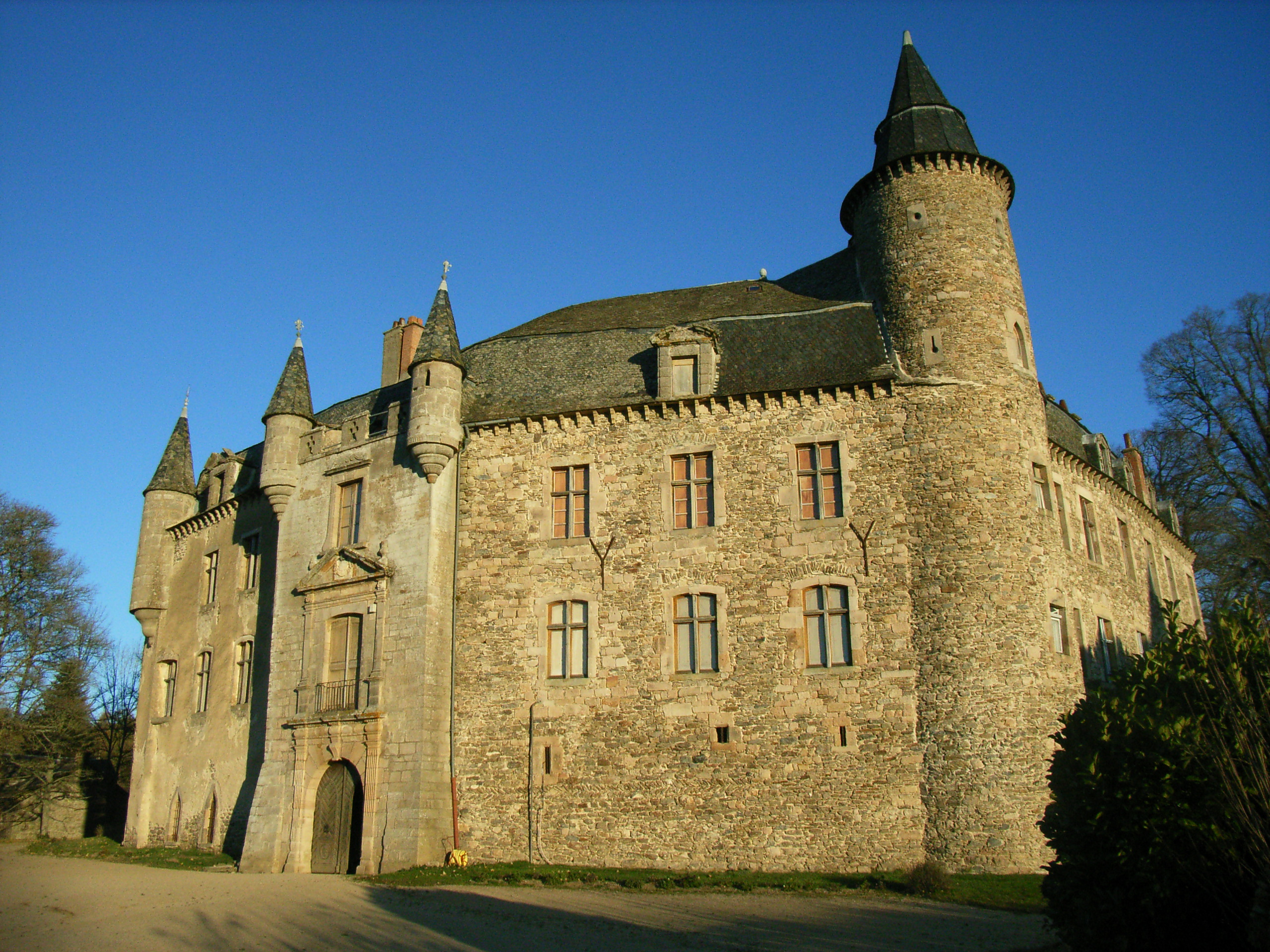
Schloss Vézins-de-Lévézou

## Persönlichkeiten
- Norbert Calmels (1908–1985), römisch-katholischer Geistlicher, Generalabt der Prämonstratenser 1962–1982